# Down to Earth (sång)
Down To Earth är en sång från 2008, skriven av Thomas Newman och Peter Gabriel (som i sin tur framför den).
Den är ledmotiv till filmen WALL-E från samma år producerad av Pixar Animation Studios och blev Oscarsnominerad till bästa sång.
2009 belönades den med en grammis för bästa filmsång.